# Classe Sovetsky Soyuz
A Classe Sovetsky Soyuz, designada oficialmente como Projeto 23, foi uma classe de couraçados planejada pela Frota Naval Militar Soviética. Quinze embarcações foram originalmente concebidas, mas apenas quatro tiveram suas obras iniciadas entre 1938 e 1940 antes da Segunda Guerra Mundial: Sovetsky Soyuz, Sovetskaya Ukraina, Sovetskaya Rossiya e Sovetskaya Belorussiya, porém nenhuma foi finalizada. Os navios foram encomendados em resposta a novos couraçados alemães sendo construídos e os soviéticos inicialmente procuraram obter projetos ou as próprias embarcações no exterior, mas acabaram decidindo seguir com um projeto próprio que sofreu várias mudanças.
Os couraçados da Classe Sovetsky Soyuz, de acordo com o projeto revisado em 1941, seriam armados com nove canhões de 406 milímetros montados em três torres de artilharia triplas. Teriam um comprimento de fora a fora de 269 metros, boca de 38 metros, calado de dez metros e um deslocamento carregado de mais de 65 mil toneladas. Seus sistemas de propulsão seriam compostos por seis caldeiras a óleo combustível que alimentariam três conjuntos de turbinas a vapor, que por sua vez girariam três hélices até uma velocidade máxima de 28 nós (52 quilômetros por hora). Os navios teriam um cinturão principal de blindagem que ficaria entre 180 e 420 milímetros de espessura.
As construções foram marcadas por grandes dificuldades, já que os estaleiros e indústrias soviéticas relacionadas não tinham a capacidade de lidar com a construção de embarcações tão grandes. O Sovetskaya Belorussiya foi cancelado após um ano de obras depois de várias falhas de construção terem sido encontradas. As obras dos três restantes foram suspensas depois da invasão alemã da União Soviética em junho de 1941 na Segunda Guerra Mundial e nunca foram retomadas. O Sovetskaya Ukraina e o Sovetskaya Rossiya foram desmontados após a guerra em 1947, já o Sovetsky Soyuz foi desmontado no ano seguinte depois de propostas para finalizá-lo não terem sido levadas adiante.

## Desenvolvimento
Os trabalhos de projeto em um novo couraçado para a Frota Naval Militar Soviética começaram em 1935 em resposta a novos couraçados sendo construídos e planejados pela Alemanha, com os soviéticos fazendo grandes esforços na Itália e nos Estados Unidos para comprarem projetos ou até mesmo os navios no final da década de 1930. O estaleiro italiano Gio. Ansaldo & C. propôs um navio com 43 mil toneladas de deslocamento padrão e nove canhões de 406 milímetros, similar ao couraçado italiano Littorio, então em construção no estaleiro. A empresa de arquitetura naval norte-americana Gibbs & Cox apresentou quatro projetos: um era de um couraçado convencional e os outros três eram híbridos que combinavam o armamento de um couraçado com um convés de voo acima da superestrutura central capaz de operar trinta aeronaves. Entretanto, os soviéticos decidiram seguir em frente com projetos próprios.
O primeiro Requerimento Técnico-Tático para o projeto de um couraçado grande foi emitido em 21 de fevereiro de 1936, mas era ambicioso em demasia, especificando nove canhões de 460 milímetros, uma velocidade de 36 nós (67 quilômetros por hora) e um deslocamento de 55 mil toneladas. Os requerimentos foram revisados em maio pelo almirante de frota Vladimir Orlov, o comandante da Frota Naval Militar, que reduziu a velocidade para trinta nós (56 quilômetros por hora). Orlov reduziu o tamanho para 45 mil toneladas e os canhões principais para 406 milímetros alguns meses depois. A União Soviética assinou pouco depois o Acordo Naval Quantitativo Anglo-Soviético de 1937 em que concordava em seguir os termos do Segundo Tratado Naval de Londres, que limitava o deslocamento de couraçados a 36 mil toneladas, porém conseguiram adicionar a provisão de que poderiam construir navios sem limitações para enfrentar a Marinha Imperial Japonesa caso notificassem os britânicos antes. Outro Requerimento Técnico-Tático foi aprovado por Orlov em 3 de agosto para embarcações de 41,5 mil toneladas e armadas com nove canhões de 406 milímetros, doze canhões de 152 milímetros, doze canhões de 100 milímetros e quarenta canhões de 37 milímetros, mais uma espessura máxima de blindagem de 380 milímetros e velocidade de trinta nós (56 quilômetros por hora).
O projeto KB-4, apresentado pelo escritório de projeto do Estaleiro Nº 189, foi selecionado para ser melhor desenvolvido, porém seus principais projetistas estavam convencidos de que apenas um navio maior poderia cumprir os ambiciosos requerimentos. Eles conseguiram um acordo em 22 de novembro de 1936 para aumentar a espessura da blindagem do convés e aumentar o deslocamento para aproximadamente 47 mil toneladas. Os trabalhos de projeto prosseguiram e o trabalho técnico foi finalizado em abril de 1937 para um couraçado de 47,7 mil toneladas, porém seus projetistas continuaram a defender um navio maior. A questão foi resolvida pelo secretário-geral Josef Stalin durante uma reunião em 4 de julho, quando ele concordou em aumentar o deslocamento para por volta de 56 mil toneladas. Isto forçou o recomeço dos trabalhos de projeto.
A época do novo projeto coincidiu com o Grande Expurgo, que estava se espalhando pelas patentes militares e indústrias relacionadas. O prazo original de 15 de outubro para a finalização do trabalho de projeto foi perdido e uma versão incompleta foi apresentada à Administração de Construção Naval no mês seguinte. Várias detalhes ainda precisavam ser definidos, incluindo o projeto final do maquinário, as armas de 152 milímetros e as montagens de 100 milímetros. Enquanto isso, testes amplos e caros foram realizados sobre o formato do casco, blindagem do convés e proteção subaquática. Vinte e sete milhões de rublos foram gastos em trabalhos experimentais apenas em 1938. Mais de cem miniaturas do casco foram testadas para encontrar o melhor formato e duas miniaturas em escala um para dez foram construídas em Sebastopol para testar sua manobrabilidade. Um antigo barco a vapor foi equipado com uma réplica do projeto da blindagem do convés e testado contra uma bomba de quinhentos quilogramas, que mostrou que uma arma desse tipo poderia penetrar tanto o convés superior de quarenta milímetros quanto o inferior de cinquenta milímetros antes de explodir no convés blindado. O convés blindado principal foi elevado em um convés por consequência de um convés contra estilhaços ter sido adicionado embaixo a fim de impedir que qualquer bomba ou estilhaço penetrasse o convés blindado. A proteção subaquática foi testada em quinze modelos em escala de um para cinco e duas barcas experimentais em tamanho real. Estes testes mostraram que o sistema antitorpedo de muitas anteparas era superior ao italiano Sistema Pugliese de um grande tubo preenchido com tubos menores selados, porém nessa altura já era muito tarde para incorporar essas experiências, pois as construções já estavam em andamento quando os resultados dos testes foram finalizados no final de 1939.
Um projeto revisado foi aprovado em 28 de fevereiro de 1938 e o primeiro navio teve seu batimento de quilha em 15 de julho, mas até mesmo este projeto estava incompleto e seria depois revisado. Testes com lanchas a motor de formato similar sugeriram que a eficiência de propulsão do casco seria de um nó (1,9 quilômetros por hora) a menos do que o planejado, com isto sendo aceito na revisão de novembro de 1938 como uma velocidade máxima de 27,5 nós (50,9 quilômetros por hora). Entretanto, um novo projeto de hélice mostrou-se ser mais eficiente e foi previsto que a velocidade subiria para 28 nós (52 quilômetros por hora). Outra mudança foi a remoção do leme central quando testes mostraram que os dois lemes laterais não poderiam mover a embarcação caso o central travasse. O peso na popa foi calculado como estando em excesso, produzindo uma inclinação para ré. Para resolver isto, as duas torres de artilharia montadas no tombadilho foram removidas e o peso do cinturão de blindagem na área da terceira torre de artilharia principal foi diminuído, porém esta decisão foi revertida e as mudanças restauradas em 14 de janeiro de 1941 por decisão do Comitê de Defesa Estatal. Isto forçou uma revisão do arranjo das aeronaves, com a catapulta de lançamento precisando ser removida da linha central do tombadilho; em vez disso, duas catapultas foram adicionadas nas laterais.

## Projeto

### Características

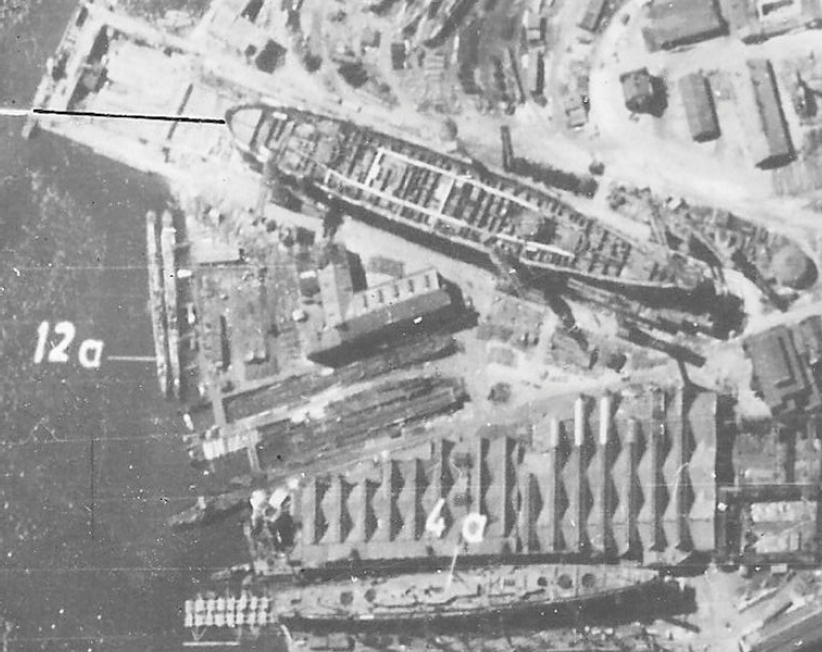
Foto aérea alemã de 26 de junho de 1941 mostrando o Estaleiro Nº 189, com o Sovetsky Soyuz (cima) e o cruzador Chkalov (baixo) em construção

Como projetados, os navios da Classe Sovetsky Soyuz teriam 269,4 metros de comprimento de fora a fora. Sua boca seria de 38,9 metros e o calado de 10,4 metros quando totalmente carregados com suprimentos de combate. O deslocamento padrão seria de 59 150 toneladas e o deslocamento carregado de 65 150 toneladas, porém estimativas de peso feitas em 1940 mostraram que seus deslocamentos poderiam ser de mais de sessenta mil toneladas padrão e 67 mil toneladas carregado.
O formato do casco seria encorpado, especialmente nos depósitos de munição dianteiros, onde o sistema de proteção antitorpedo adicionaria largura com a boca. Como a razão de comprimento-boca seria relativamente baixa em 7,14:1, isto significava que turbinas muito poderosas seriam necessárias para que até mesmo velocidades modestas fossem alcançadas. Stalin tinha decidido que a Classe Sovetsky Soyuz usaria três eixos de hélices em vez de quatro, aumentando a carga em cada eixo e reduzindo a eficiência da propulsão, apesar disso também reduzir o comprimento da cidadela blindada e consequentemente o deslocamento geral. Suas alturas metacêntricas foram projetadas para ficar em 3,4 metros e o diâmetro tático foi estimado em aproximadamente 1 170 metros.
Os couraçados operariam de dois a quatro hidroaviões KOR-2 que seriam lançados de duas catapultas instaladas na popa. Dois hangares ficariam na extremidade de ré do castelo da proa para que dois aviões também pudessem ficar abrigados dentro. Também haveriam dois guindastes na extremidade dianteira do tombadilho para içar as aeronaves da água.

### Propulsão
Segundo o historiador Stephen McLaughlin, o arranjo dos maquinários "proporcionava boa dispersão dos espaços de maquinários, mas ao custo de eixos laterais muito longos". Os compartimentos das turbinas para as hélices laterais ficariam à frente da sala de caldeiras nº 1 e a ré do depósito de munição da segunda torre de artilharia. A sala de máquinas para a turbina da hélice central ficaria entre as salas de caldeiras nº 2 e nº 3. Isto significava que os eixos das hélices laterais correriam embaixo das salas das caldeiras.
As turbinas a vapor e as licenças para construí-las originalmente seriam encomendadas da britânica Cammell Laird, porém o custo de setecentas mil libras era mais do que os soviéticos queriam pagar. Em vez disso elas foram compradas por quatrocentas mil libras da suíça Brown Boveri, usando as informações técnicas adquiridas da Cammell Laird. Quatro turbinas com engrenagem de redução simples e redução de impulso foram encomendadas, três equipariam o Sovetskaya Rossiya e a outra serviria de modelo para uma fábrica em Carcóvia que construiria as restantes. As três turbinas juntas produziam 201 mil cavalos-vapor (150 mil quilowatts) de potência. Seis caldeiras triangulares de tubos d'água dividas proporcionariam o vapor para as turbinas a uma pressão de 37 quilogramas por centímetro quadrado e a uma temperatura de 380 graus Celsius.
A velocidade máxima dos couraçados da Classe Sovetsky Soyuz foi estimada em 28 nós com o projeto revisado da hélice, porém forçar as máquinas produziria um nó a mais. A capacidade normal de óleo combustível era de 5 280 toneladas, o que dava uma autonomia estimada de 6,3 mil milhas náuticas (11,7 mil quilômetros) a uma velocidade de 14,5 nós (26,9 quilômetros por hora) ou 1 890 milhas náuticas (3,5 mil quilômetros) em velocidade máxima. A capacidade máxima de combustível era de 6 440 toneladas, proporcionando uma autonomia de 7 680 milhas náuticas (14 220 quilômetros) a 14,5 nós ou 2 305 milhas náuticas (4 270 quilômetros) em velocidade máxima.

### Armamento

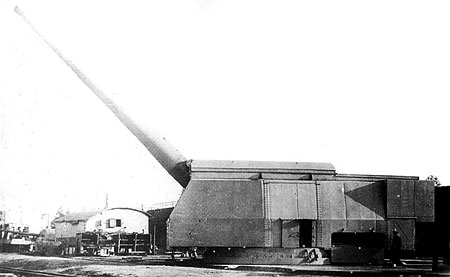
Um canhão B-37 em uma montagem de testes MP-10 em 1940

O armamento principal consistiria em três torres de artilharia MK-1 movidas eletricamente, cada uma com três canhões B-37 calibre 50 de 406 milímetros. As armas poderiam abaixar até dois graus negativos e elevar até 45 graus. Seu ângulo de recarregamento fixo seria de seis graus e sua cadência de tiro variaria de acordo com o tempo necessário para mirar novamente. Esta cadência variaria de dois a 2,6 disparos por minuto dependendo da elevação. Os canhões poderiam se elevar a uma velocidade de 6,2 graus por segundo e a torre giraria a 4,55 graus por segundo. Cada arma teria a sua disposição cem projéteis. Estes pesariam 1 108 quilogramas e teriam uma velocidade de saída de 830 metros por segundo, o que proporcionaria um alcance de 45,6 quilômetros.
O armamento secundário consistiria em doze canhões B-38 calibre 57 de 152 milímetros montados em seus torres de artilharia Mk-4 duplas. Eles poderiam abaixar até cinco graus negativos e elevar até 45 graus. Seu ângulo de recarregamento seria de oito graus. Sua cadência de tiro também variaria com a elevação e ficaria entre 4,8 a 7,5 disparos por minuto. Cada arma teria a sua disposição 170 projéteis. As torres poderiam elevar as armas em treze graus por segundo e girariam em seis graus por segundo. Seu alcance máximo seria de aproximadamente trinta quilômetros disparando um projétil de 55 quilogramas a uma velocidade de saída de 950 metros por segundo.
O armamento antiaéreo pesado teria doze canhões de duplo-propósito B-34 calibre 56 de 100 milímetros montados em seis torres de artilharia MZ-14 duplas. Cada arma teria a sua disposição quatrocentos projéteis. A construção das embarcações começou com apenas quatro torres, mais duas extras foram restauradas ao tombadilho em janeiro de 1941. Elas poderiam abaixar até oito graus negativos e elevar até 85 graus. As torres poderiam girar a doze graus por segundo e as armas elevar a dez graus por segundos. Os canhões disparariam projéteis altamente explosivos de 15,6 quilogramas a uma velocidade de saída de 895 metros por segundo. O alcance máximo contra alvos de superfície seria de 22 241 metros, mas o alcance máximo contra alvos aéreos seria de 9 895 metros, que era o limite de tempo antes de seus estopins detonarem.
A defesa antiaérea leve teria quarenta canhões 70-K de 37 milímetros em dez montagens 46-K quádruplas. Cada arma receberia 1,8 mil projéteis. Inicialmente, apenas oito montagens foram planejadas quando as obras nos navios começaram, porém mais duas montagens foram adicionadas posteriormente, provavelmente em janeiro de 1941, uma em cada lado da superestrutura dianteira. Cada montagem seria totalmente fechada para proteger os tripulantes da onda de choque dos canhões maiores e contra estilhaços. Cada canhão dispararia um projétil de 732 gramas a uma velocidade de saída de 880 metros por segundo. Seu alcance antiaéreo efetivo era de quatro quilômetros.
Cada torre de artilharia principal teria um telêmetro DM-12 de doze metros para uso em controle local, porém de forma geral elas seriam controladas por três diretórios de controle de disparo KDP-8. Estes teriam dois telêmetros estereoscópicos de oito metros, um para rastrear o alvo e outro para medir a distância da queda dos projéteis. Dois destes seriam protegidos por vinte milímetros de blindagem e ficariam montados no alto da superestrutura de ré e no mastro. O terceiro ficaria no topo da torre de comando e seria protegido por cinquenta milímetros de blindagem. Também usariam um computador mecânico TsAS-0 para gerar soluções de disparo. Quatro diretórios KDP-4t-II, cada um com dois telêmetros de quatro metros, controlariam o armamento secundário. Dois ficariam em cada lado do mastro e os restantes em cada lado da chaminé de ré. Três diretórios SPN-300, cada um com um telêmetro de quatro metros, controlariam o armamento antiaéreo. Um ficaria em cada lado da chaminé dianteira e o terceiro no topo da superestrutura de ré.

### Blindagem
As siderúrgicas de blindagem soviéticas mostraram-se incapazes de produzir placas de aço cimentado mais espessas do que 230 milímetros, forçando a decisão em novembro de 1940 de substituir todas as placas cimentadas de grossura maior que duzentos milímetros por placas de aço endurecido, que tinham uma resistência muito menor do que as cimentadas. As siderúrgicas tendiam a compensar ao produzirem as placas grossas mais duras, mas isto frequentemente as deixavam mais quebradiças e muitas não foram aprovadas nos testes de aptidão. Isto teria reduzido significativamente o nível de proteção da Classe Sovetsky Soyuz em combate.
Os navios dedicariam um peso total de 23 306 toneladas para proteção de blindagem, um peso ligeiramente maior do que aquela da mais pesada Classe Yamato japonesa, que era de 23 262 toneladas. A blindagem tinha a intenção de resistir a projéteis de 406 milímetros e bombas de quinhentos quilogramas, especialmente de projéteis disparados de orientações dianteiras entre 35 e cinquenta graus a partir da linha central. Isto levaria a situação muito incomum em que a espessura do cinturão de blindagem aumentaria em direção da proa para compensar o estreitamento do casco próximo dos depósitos de munição dianteiros, que precisavam ser compensados pela blindagem mais espessa. O cinturão teria 148,4 metros de comprimento e cobriria 57 por cento de todo o comprimento da linha de flutuação. Ficaria inclinado em cinco graus para aumentar a resistência contra projéteis em trajetória reta. Ele teria 375 milímetros de espessura sobre as salas de máquinas e aumentaria em degraus até ficar com 420 milímetros sobre os depósitos de munição dianteiros. Sobre o depósito de munição de ré teria 380 milímetros de espessura. O cinturão continuaria adiante dos depósitos dianteiros com 220 milímetros de espessura e terminaria em uma antepara transversal acentuadamente inclinada com 285 milímetros que reduziria para 250 milímetros nos conveses inferiores, onde continuaria até o fundo interior com 75 milímetros de espessura. Adiante dessa antepara ficaria um cinturão contra estilhaços de vinte milímetros que seguiria até a proa. O cinturão principal desceria do convés superior para o convés principal na terceira torre de artilharia a fim de reduzir peso. Esse "degrau" seria protegido por placas de 180 milímetros. Uma antepara transversal de 365 milímetros separaria a terceira torre de artilharia das laterais da embarcação. A parte principal da cidadela blindada seria fechada por uma antepara dianteira de 230 milímetros e uma traseira de 180 milímetros, ambas de aço homogêneo. Blindagem de 25 milímetros contra estilhaços cobriria a parte superior da cidadela.
O castelo da proa teria uma proteção de 25 milímetros, enquanto o convés superior teria 155 milímetros sobre a cidadela. Abaixo ficaria um convés de cinquenta milímetros que serviria de convés contra estilhaços. O convés superior teria cem milímetros de espessura sobre a extensão de 220 milímetros do cinturão. A extremidade inferior do cinturão de estilhaços dianteiro se encontraria com um convés arqueado de 65 milímetros. Outro convés arqueado de mesma espessura cobriria a popa atrás da antepara transversal.
A dianteira das torres de artilharia principais teriam 495 milímetros de espessura, enquanto as laterais e os tetos teriam 230 milímetros. Placas de 180 milímetros protegeriam as saídas dos canhões e anteparas de sessenta milímetros separariam uma arma da outra. As barbetas teriam 425 milímetros de espessura acima do convés superior. As torres secundárias teriam frentes de cem milímetros e laterais de 65 milímetros. Suas barbetas teriam cem milímetros de espessura, porém reduzida para 65 milímetros do lado de bordo. As torres das armas de 100 milímetros teriam frentes, laterais, tetos e barbetas com cem milímetros de espessura. A torre de comando dianteira teria paredes com 425 milímetros de espessura, enquanto a torre de ré teria uma proteção de 220 milímetros. A ponte de comando teria uma blindagem de 75 milímetros.
O sistema de defesa antitorpedo foi projetado para aguentar torpedos com ogivas equivalentes a 750 quilogramas de TNT. As embarcações tinham a intenção de permanecerem flutuando com quaisquer cinco compartimentos adjacentes inundados ou com três acertos de torpedo e a destruição da lateral desprotegida acima da linha d'água. O Sistema Pugliese protegeria 123 metros da seção central. Na extremidade de ré haveria um sistema de proteção com várias anteparas que seguiria por mais 33 metros a partir do Sistema Pugliese. A profundidade do sistema seria de 8,2 metros a meia-nau, porém reduziria para sete metros na proa e popa. As placas externas teriam uma espessura entre onze e catorze milímetros, enquanto o fundo interior teria sete milímetros. O cilindro do Sistema Pugliese também teria sete milímetros, enquanto a antepara principal semicircular teria 35 milímetros com uma antepara reta de dez milímetros atrás. O cilindro teria 3,15 metros de diâmetro e seria preenchido por óleo combustível ou água.

## Construção

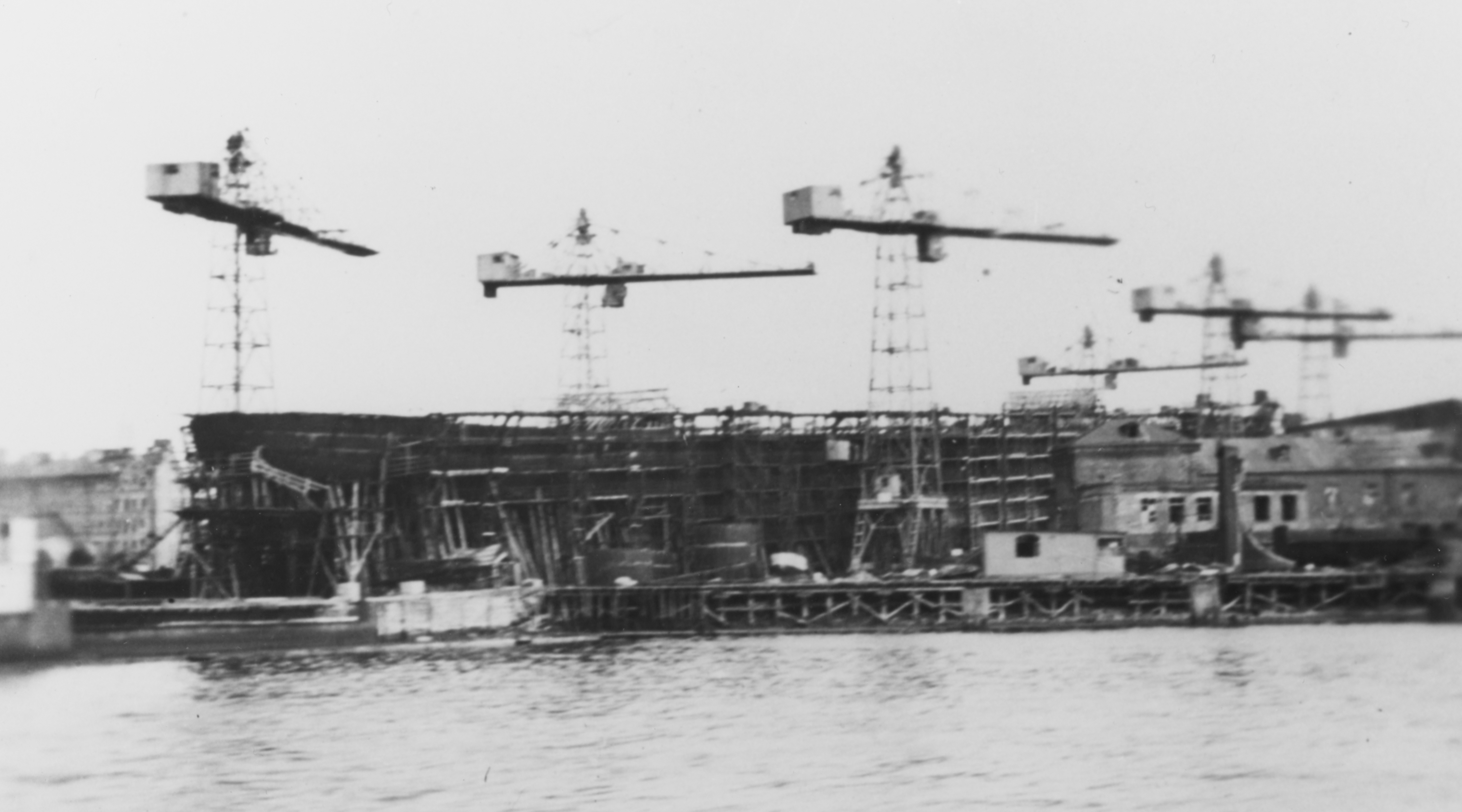
O casco incompleto do Sovetsky Soyuz em junho de 1944

O plano de construção naval de agosto de 1938 previa um total de quinze couraçados da Classe Sovetsky Soyuz, com este esquema sendo reduzido ligeiramente para catorze no plano de agosto do ano seguinte. Oito navios deveriam ter sua construção iniciada antes de 1942, com os seis restantes até 1947. Entretanto, apenas quatro tiveram suas obras iniciadas antes do início da Segunda Guerra Mundial ter feito os soviéticos reavaliarem seus planos. Uma ordem assinada por Stalin e Viatcheslav Molotov, o Presidente do Conselho dos Comissários do Povo, emitida em 19 de outubro de 1940 afirmou que nenhum novo couraçado deveria ter sua construção iniciada a fim de concentrar nas obras de navios menores, além de que provavelmente mais recursos eram necessários para o Exército Soviético. Também foi dada a ordem para que um dos couraçados em construção fosse desmontado.
As indústrias de construção naval e relacionadas soviéticas mostraram-se incapazes de aguentar a construção de tantos navios enormes ao mesmo tempo. Os maiores navios de guerra construídos na União Soviética antes de 1938 tinham sido os seis cruzadores pesados da Classe Kirov com oito mil toneladas, e mesmo estes sofreram de vários problemas de produção. Entretanto, a liderança soviética aparentemente ignorou as dificuldades encontradas na construção da Classe Kirov ao encomendaram catorze embarcações mais de oito vezes maiores. A construção de mais dois navios planejados para o Estaleiro Nº 194 em Leningrado e para o Estaleiro Nº 200 em Nikolaev precisaram ser transferidos para o recém-inaugurado Estaleiro Nº 402 em Molotovsk porque os estaleiros já existentes não poderiam ser expandidos para lidar com tantas embarcações grandes. Componentes dos couraçados tinham que ser produzidos em Leningrado e enviados para Molotovsk pelo Canal Mar Branco–Báltico. Além disso, as instalações da Nikolaev mostraram-se muito mal equipadas para montar as torres de artilharia de 406 milímetros, enquanto os eixos das hélices precisaram ser encomendados em 1940 na Alemanha e nos Países Baixos, pois as empresas nacionais já estavam sobrecarregadas com encomendas. Aço para construção naval estava em escassez em 1940 e várias encomendas foram rejeitadas porque não cumpriam as especificações. A produção de placas de blindagem foi ainda mais problemática, com apenas 1,8 mil toneladas das antecipadas dez mil tendo sido entregues até 1939, com mais da metade tendo sido rejeitada.
Problemas com os maquinários provavelmente teriam atrasado a entrega das embarcações para além das datas originalmente projetadas de 1943 e 1944. Três turbinas foram entregues pela Brown Boveri em 1939 em Arcangel para instalação no Sovetskaya Rossiya, porém a fábrica da Kharkhovskii nunca conseguiu completar uma única turbina antes da invasão alemã da União Soviética em junho de 1941. Um protótipo de caldeira deveria ter sido construído em terra para avaliação, mas isto só foi finalizado no início de 1941, complicando ainda mais os planos de produção. A construção dos três couraçados restantes foi suspensa em 10 de julho de 1941 e o Sovetsky Soyuz foi colocado em conservação de longo-prazo por ser o mais avançado nas obras. Entretanto, todos foram removidos do registro naval em 10 de setembro.

### Navios
O Sovetsky Soyuz (Советский Союз) teve seu batimento de quilha formal em 15 de julho de 1938 no Estaleiro Nº 189 em Leningrado, porém há evidências que sugerem que sua construção começou na verdade em janeiro de 1939 quando sua rampa de lançamento foi finalizada, os guindastes necessários foram erguidos e os desenhos de construção completados. Estima-se que estava 21,19 por cento completo quando a guerra começou, com 15 818 toneladas de aço montados na rampa. Foi apenas levemente danificado por ataques aéreos e bombardeios alemães, com alguns de seus materiais tendo sido usados durante o Cerco de Leningrado, fazendo com que estivesse aproximadamente 19,5 por cento completo ao final do conflito. Foi considerado finalizá-lo, porém isto teve oposição já que ele era considerado obsoleto diante das experiências adquiridas na guerra. A decisão para desmontá-lo foi adiada pois Stalin desejava que um dos membros da classe fosse finalizado. A ordem de desmontagem foi dada em 29 de maio de 1948.
O Sovetskaya Ukraina (Советская Украина) teve seu batimento de quilha em 31 de outubro de 1938 no Estaleiro Nº 198 em Nikolaev. Estava 17,98 por cento completo quando a guerra começou com treze mil toneladas de aço montadas na rampa. Houve alguns esforços para lançá-lo ao mar, porém poucos trabalhos tinham sido feitos para dragar o rio ao final da rampa de lançamento. Foi capturado pelos alemães em 18 de agosto de 1941 e as tropas soviéticas em retirada levemente danificaram o casco. Os alemães desmontaram 61 metros da proa e trinta metros da popa para uso em suas fortificações. Os alemães evacuaram Nikolaev em 17 de março de 1944 e demoliram os blocos de suporte de bombordo, criando um adernamento de cinco a dez graus, fazendo com que o casco tivesse perda total. A ordem de desmontagem foi dada em 27 de março de 1947.
O Sovetskaya Rossiya (Советская Россия) teve seu batimento de quilha em 22 de julho de 1940 no Estaleiro Nº 402 em Molotovsk. Estava apenas 0,97 por cento completo ao final da guerra com 2 125 toneladas de aço montados e também recebeu ordem de desmontagem em 27 de março de 1947. O Sovetskaya Belorussiya (Советская Белоруссия) teve seu batimento de quilha em 21 de dezembro de 1939 no Estaleiro Nº 402 em Molotovsk, porém sua construção foi suspensa em meados de 1940 quando foi descoberto que aproximadamente setenta mil rebites usados nas placas do casco eram de baixa qualidade. Isto provavelmente influenciou a decisão de cancelá-lo em 19 de outubro de 1940, levando a sua desmontagem. Materiais que iriam para sua construção foram em vez disso usados em baterias flutuantes no Cerco de Leningrado. O Sovetskaya Gruziya (Советская Грузия) teve seu batimento de quilha planejado para 1941 no Estaleiro Nº 200 em Nikolaev, porém foi cancelado devido à invasão alemã.